# Peucedanum doctoris
Peucedanum doctoris är en flockblommig växtart som beskrevs av C.Norman. Peucedanum doctoris ingår i släktet siljor, och familjen flockblommiga växter. Inga underarter finns listade i Catalogue of Life.